# USS Guam (CB-2)
USS Guam (CB-2) («Гуам») — американский линейный крейсер типа «Аляска», служивший в ВМС США в конце Второй мировой войны и некоторое время после неё. Второй американский корабль с этим названием, присвоенным в честь американской тихоокеанской территории — острова Гуам.
«Гуам» начал службу в самом конце Второй мировой войны и потому его участие в боевых действиях было сравнительно коротким. С марта по июль 1945 года крейсер действовал у Окинавы, обеспечивая противовоздушную оборону авианосных соединений, время от времени участвовал в бомбардировках японского побережья. С июля по август действовал против японского судоходства в Восточно-Китайском и Жёлтом морях. После капитуляции Японской империи был задействован в оккупации Кореи, позднее использовался для возвращения американских войск в США. В феврале 1947 года выведен в резерв, где и пребывал до исключения из списков флота в 1960 году. В том же году был продан на слом.

## Конструкция и строительство

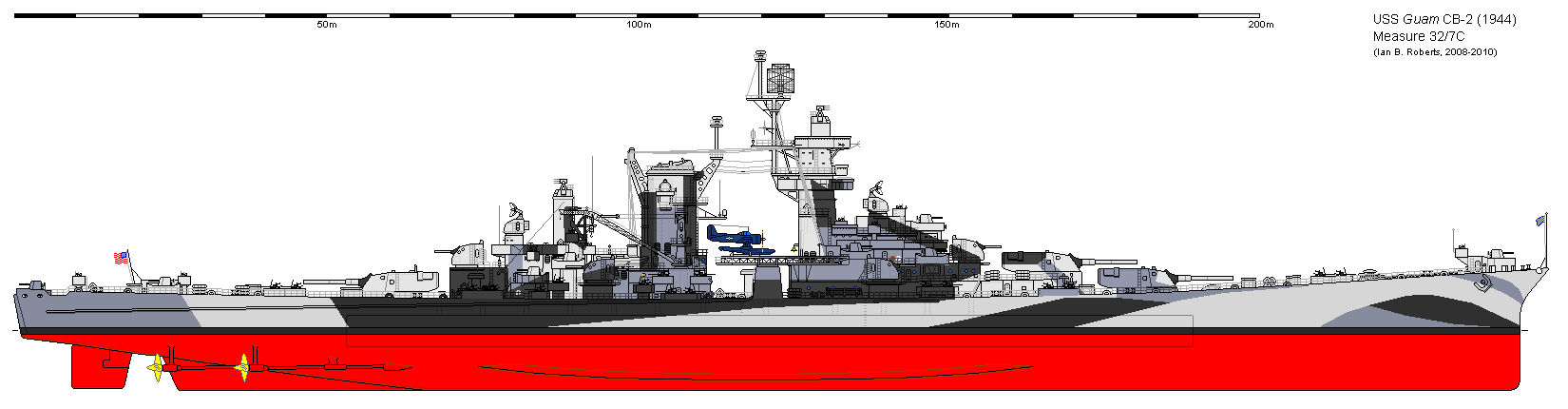
«Гуам» в 1944 году

Линейный крейсер «Гуам» имел следующие главные размерения: общая длина — 246,43 м, осадка — 9,7 м. Проектное водоизмещение крейсера составляло 30 257 т, полное — 34 803 т. Главная энергетическая установка состояла из четырёх турбозубчатых агрегатов «Дженерал Электрик», каждый из которых работал на один гребной вал, и восьми паровых котлов «Бабкок-Уилкокс». Мощность энергетической установки составляла 150 000 л. с. (110 МВт), позволявшая развить максимальную скорость, равную 33 узлам (61 км/ч). Дальность плавания «Гуама» составляла 12 000 морских миль (22 200 км) на скорости 15 узлов (28 км/ч).
Проект предусматривал размещение на корабле четырёх гидросамолётов и двух ангаров для них. Запуск гидросамолётов должны были осуществлять две катапульты.
Артиллерийское вооружение крейсера состояло из девяти 305-мм орудий главного калибра, размещённых в трёх трёхорудийных башнях (две в носу и одна — на корме).
Универсальная артиллерия крейсера состояла из двенадцати 127-мм орудий в шести двухорудийных башнях. Лёгкая зенитная артиллерия: 56 40-мм «бофорсов» в счетверённых установках и 34 одноствольных 20-мм «эрликона».
Бронирование корабля состояло из главного броневого пояса толщиной 229 мм (9 дюймов), бронирования башен главного калибра, равного 325 мм (12,8 дюйма). Главная броневая палуба имела толщину 102 мм (4 дюйма).
«Гуам» был заложен 2 февраля 1942 на верфи New York Shipbuilding Corporation в Кэмдене, штат Нью-Джерси. 12 ноября 1943 года линейный крейсер спустили на воду, а 17 сентября 1944 года он вошёл в строй ВМС США. Строительство «Гуама» обошлось американской казне в 67 053 828 долларов.
22 октября корабль получил первые построенные гидросамолёты Curtiss SC Seahawk.

## Служба
17 января 1945 года «Гуам» покинул Филадельфию и направился к Панамскому каналу, незадолго до того завершив пробное плавание к Тринидаду. После прохождения канала крейсер направился в Пёрл-Харбор для соединения с Тихоокеанским флотом США, прибыв на место 8 февраля. В Пёрл-Харборе на крейсере побывал с визитом министр военно-морских сил США Джеймс Форрестол. 3 марта крейсер покинул Гавайи и направился к атоллу Улити, где 13 марта присоединился к однотипному крейсеру «Аляска». Вскоре «Гуам» вместе с остальными кораблями Быстроходного авианосного ударного соединения (командующий — адмирал Рэдфорд) вышли в море для нанесения удара по японским островам Кюсю и Сикоку. Соединение прибыло к берегам Японии 18 марта и немедленно подверглось атакам камикадзе и бомбардировщиков. «Гуам» был выделен в качестве боевого охранения сильно повреждённого авианосца «Франклин», возвращавшегося в порт. Операция завершилась 22 марта, после чего «Гуам» вернулся в состав авианосного соединения, где был придан 16-му дивизиону крейсеров.
В ночь с 27 на 28 марта «Гуам» и другие крейсера дивизиона провели бомбардировку аэродрома на острове Минамидайто. После бомбардировки «Гуам» вернулся к силам прикрытия авианосного соединения, действовавших в районе островов Рюкю, где находился до 11 мая, после чего отправился к атоллу Улити для пополнения запасов и ремонта. Затем крейсер направился к Окинаве, где вошёл в состав Task Group 38.4 3-го флота США. В задачу «Гуама» вновь входило обеспечение противовоздушной обороны авианосцев, самолёты которых наносили удары по острову Кюсю. 9 июня «Гуам» и «Аляска» в течение полутора часов обстреливали остров Окидайто (англ. Oki Daitō), после чего ушли в бухту Сан-Педро в заливе Лейте, прибыв туда 13 июня.
В июле «Гуам» вернулся к Окинаве, где был назначен флагманским кораблём Крейсерской оперативной группы 95 (англ. Cruiser Task Force 95). 16 июля «Гуам» и «Аляска» отправились в рейд по Восточно-Китайскому и Жёлтому морям, имея целью действия против японского судоходства. Добившись лишь скромных успехов, крейсера вернулись в расположение флота 23 июля. Здесь они присоединились к большому рейду в устье Янцзы, осуществлённому силами трёх линейных кораблей и трёх эскортных авианосцев. Эта операция также принесла лишь незначительный успех и 7 августа корабли вернулись на Окинаву.
Вскоре после возвращения на Окинаву «Гуам» стал флагманским кораблём Северо-Китайского соединения (англ. North China Force), в задачу которого входила «демонстрация флага» в регионе, включавшем Циндао, Порт-Артур и Далянь.

### Послевоенная служба
8 сентября 1945 года «Гуам» вошёл в корейский порт Инчхон, приняв участие в оккупации Кореи. 14 ноября крейсер вышел из Инчхона и направился в Сан-Франциско, имея на борту американских солдат, возвращавшихся в Соединённые Штаты. 3 декабря крейсер прибыл в порт назначения, а через два дня ушёл в Бейонн, Нью-Джерси, прибыв туда 17 декабря. В Бейонне крейсер находился вплоть до вывода в резерв 17 февраля 1947 года.
Впоследствии крейсер был зачислен в Атлантический резервный флот, в составе которого и находился вплоть до исключения из списков флота 1 июня 1960 года. 24 мая «Гуам» был продан на слом за 423 076 долларов балтиморской компании «Бостон Металс». 10 июля 1961 года корабль отбуксировали на верфь компании для разделки. Активная служба крейсера составила лишь 29 месяцев.

## Комментарии
1. ↑  Из-за слабого бронирования и специфического предназначения корабли типа «Аляска» классифицировались ВМС США не как «линейные крейсера» (англ. battlecruisers), но как ранее не употреблявшейся класс кораблей — «большие крейсера» (англ. Big cruisers  — CB). Необычность новых кораблей подчёркивали их названия — если линкоры США именовались в честь штатов, крейсеры — в честь городов, то «большие крейсеры» были названы в честь заморских владений США. В статье использована классификация, типичная для русскоязычных источников.